# Ambystoma rosaceum
Ambystoma rosaceum é uma espécie de anfíbio caudado pertencente à família Ambystomatidae. Endêmica do México.